# Carta foral de Vega de Doña Olimpa
Carta foral de Vega de Doña Olimpa (o Fuero de Vega de Doña Olimpa), fuero dado a los moradores de Vega por el Hospital de D. Gonzalo Ruiz de Carrión (Hospital de la Herrada)
el 5 de febrero de 1324. Está basado en el de Carrión de los Condes. 

## Texto
Sepan cuanros esta carta vieren como yo Frey Pablos comendador del hospital de Don Gonzalo et los ffreires desse mismo logar, damos fuero a los nuestros vasallos que a el dicho esspital en Vega de doña Limpia.

1.- Ellos que nos den cada año por la Saint Miguell una maquila de trigo e doce asueldos e una gallina de cada solar.

2.- Et el que ffesiere ssolar de nuevo que por cinco años que non dé enfurción, et el que quissiere dessasseñorearse del nuestro sseñorio, que tanga la campana e que aya nueve dias e que venda el ssolar e a que lleve lo suyo.

3.- Et que non pueda venderle a ome fidalgo, sinon a labrador que ffaga el ffuero sobredicho.

4.- Et si en estos nueve dias non vendiere el ssolar, el nuestro merino que entre el dicho ssolar con todo lo que y ffallare para el dicho espital e que non pueda defacer ninguna cosa del ssolar.

5.- Et damosles huertos e heras e prestamos; e estos son los prestamos: Assi como va la carrera de Canta Garcia ayusso, assi como assoma de Villarmienço e entra en Valde Mançaniello e el arroyo que toma en cabo de Valista e va ffasta en Porteziella, assi como affruenta en el de amas partes, salvo los prados que tomamos para nos.

6.- Et de mañeria que den sses maravedis e sses sueldos al merino de nos.

7.- Et la bibda que casar que por vessas quatro maravedis et el merino quatro sueldos.

8.- Et ellos que nos fagan cada anno quatro ssernas, la una para barbechar e la otra para ssegar e la otra para trillar e la otra para sembrar. Et quanto nos ffueran ffacer la sserna que les demos a almuerzo pan e viño e queso, e a yantar que demos a quatro un buen cuarto de carnero, e si fuere dia de ayuno, a quatro una pixota, su pan y su viño.

9.- Et si alguna fuerza o además quisiere ffacer el merino a algun vassallo, que vala so ffuero, así sin derecho gelo fficiere.

Et por que esto sea firme dimosles nuestra carta sseellada con el ssello de la comienda, que ffue ffecha cinco dias andados del mes de febrero, era mil e CCC e LX dos años .

## Estudio
En el orden cronológico esta carta, datada en 5 de febrero de 1324 (1) y conservada para nosotros en el fondo archivístico del Hospital de la Herrada, será la última de las otorgadas por el Comendador del mismo hospital, regido a la sazón por Frey Pablos. El texto no contiene referencia alguna al fuero de la villa de Carrión, tal como indica, respecto de las caloñas y homicidios, el de Villaturde. Mas si tenemos en cuenta que tanto esta carta de Vega de Doña Olimpa, como la de Quintanilla de Onsoña, pueblos de la Loma saldañesa sobre el río Ucieza, no tienen si no preceptos civiles y administrativos, puede suponerse que en materia penal ambos lugares se rigieron por el fuero de aquella villa, como se indicó expresamente en su análogo de Villaturde.
Como ya se ha expresado, los tres fueros promulgados por el Hospital carrionés, también sobrenombrado de Don Gonzalo Ruiz, no se ajustan a un formulario común, adoptando formas diversas e incluso figuras diferentes. El que aquí consideramos es el más breve y, coincidiendo en ello con el de Quintanilla de Onsoña, está otorgado por el Comendador del hospital juntamente con el cabildo de freires. El primero solo contiene nueve reglas diferenciadas, encabezándose, al igual que los otros dos del grupo, con la consabida fórmula notificatoria "sepan quantos esta carta vieren"..., seguida de una escueta dispositio: "Damos fuero a los nuestros vasallos que el dicho esspital en Vega de Doña Limpia".
En la primera regla se consigna la infurción o censo anual, que aquí consiste en una maquila de trigo, once sueldos y una gallina, pagadero todo ellos por San Miguel, fecha coincidente en las tres cartas del grupo, aunque no iguales en la especie ni cuantía del censo: